# Horikita Maki
Horikita Maki (Japans: 堀北真希 of Maki Horikita) (Kiyose (Prefectuur Tokio), 6 oktober 1988) is een Japanse actrice en model. In 2003 debuteerde ze als actrice als een U-15 idol en heeft sindsdien in meerdere Japanse televisiedrama's en films gespeeld.
Ze staat vooral bekend voor haar rollen in Japanse tv-drama's. Haar doorbraak kreeg ze toen ze in het bekende Serie Nobuta wo produce speelde. Later speelde ze in meerdere series, waaronder Hanazakari No Kimitachi e (Voor jou in vol bloei), waarna ze door kijkers werd uitgeroepen tot beste actrice van 2007.

## Biografie
Maki is geboren in Kiyose, Tokio, als de oudste van drie meisjes. In vakanties, tijdens de middelbare school speelde ze altijd basketbal en honkbal met haar vrienden. Ook speelde ze liever Dragon Ball Z met de jongens dan met poppen. Ondanks dat ze vrij jongensachtig was, keek ze altijd op tegen haar moeder.
Tijdens de onderbouw van de middelbare school was Horikita vicepresident van de studentenraad en vice-aanvoerder van de basketbalclub. Ze werd ook beschreven als 'De baas van 3-C' in verschillende geschriften, als erkenning dat ze als de leider van haar klas werd gezien. Toen ze actiever werd in de entertainmentindustrie, moest ze stoppen met de studentenraad en de basketbalclub, zodat ze zich meer op haar carrière kon richten. Na de middelbare school werd ze toegelaten tot de Chuo-universiteit. Maki werd gevraagd of ze zich bezighield met de wet, gezien het feit dat de Chuo-universiteit beroemd is om zijn juridische opleiding.

## Films en series.
| Jaar | Engelse titel                   | Japanse titel                             | Rol                                 |
| ---- | ------------------------------- | ----------------------------------------- | ----------------------------------- |
| 2003 | Mai Zenigata -Mobile Detective- | ケータイ刑事 銭形舞                       | Mai Zenigata                        |
| 2004 | Ningen No Shoumei               | 人間の証明                                | Sayaka                              |
| 2004 |                                 | ディビジョン1 ステージ8『放課後。』       | 道田真由子                          |
| 2005 | densha Otoko                    | 電車男                                    | 山田葵                              |
| 2005 | Nobuta wo Produce               | 野ブタ。をプロデュース                    | 小谷信子/野ブタKotani Nobuko/Nobuta |
| 2006 | Kurosagi                        | クロサギ                                  | Tsurara Yoshikawa                   |
| 2006 | Teppan Shoujo Akane!!           | 鉄板少女アカネ!!                          | 神楽アカネ                          |
| 2007 | Seito shokun                    | 生徒諸君!                                 | 樹村珠里亜                          |
| 2007 | Hana Kimi                       | 花ざかりの君たちへ〜イケメン♂パラダイス〜 | Ashiya Mizuki                       |
| 2008 | Atsuhime                        | 篤姫                                      | Kazunomiya                          |
| 2008 | Innocent Love                   | イノセント・ラヴ                          | Kanon Akiyama                       |
| 2009 | Atashinchi no Danshi            | アタシんちの男子                          | Mineta Chisato                      |
| 2009 | Memoirs of a Teenage Amnesiac   |                                           | Naomi Sukuse                        |

- Biblioteca Nacional de España: XX5190737
- Gemeinsame Normdatei: 1246053225
- International Standard Name Identifier: 0000 0000 7628 3159
- Library of Congress Control Number: no2010004828
- Virtual International Authority File: 106863816
- WorldCat: E39PBJyt3cD6q7MtRJXPMwdbBP